# Brat Julian
Brat Julian (węg. Julianus barát, XIII w.) – dominikanin węgierski, podróżnik który odbył w latach 1235–1238 wyprawę do Europy Wschodniej.

## Życiorys
Dominikanin węgierski Julian został wysłany z kilkoma zakonnikami do Węgrów zawołżańskich w celu krzewienia chrześcijaństwa. Powołany był szczególnie do tej roli, ponieważ już poprzednio podjął daleką podróż za Wołgę. Jego podróż miała na celu odnalezienia nad górną Wołgą pobratymców węgierskich oraz ich chrzest. Julian nie odnalazł Węgrów na Kaukazie, wobec czego ruszył na północ i po przejściu miasta „Bunda” w ziemi „Vela” należącej do „Saracenów” (niezidentyfikowane – być może chodzi o Bułgarię Nadwołżańską i jej stolicę Bułgar Wielki) w niezidentyfikowanym miejscu nad „wielką rzeką Etil” (możliwe, że chodzi o dopływ Kamy – rzekę Biełą, która nosi podobnie brzmiące nazwy po tatarsku i baszkirsku) odnalazł całe pogańskie plemię mówiące po węgiersku i przechowujące legendę o odejściu ziomków na zachód. Po półrocznej podróży przez Ruś i Polskę Julian wrócił na Węgry pod koniec 1236. Latem 1237 Julian ponownie wyruszył do odnalezionych Węgrów, jednak po drodze w okolicy Suzdala od Rusinów, Bułgarów i pogańskich Węgrów dowiedział się, że siedziby odnalezionych Węgrów zostały zniszczone przez Mongołów, oni sami zostali wymordowani, a niedobitki uległy rozproszeniu wśród sąsiadujących ludów. Z tą wiadomością Julian wrócił do króla węgierskiego.
Julian jest autorem listu do legata apostolskiego, biskupa Perugii, który miał na celu wytłumaczenie dostojnikom kościelnym przyczyny niepowodzenia podjętej przez dominikanów wyprawy. W liście, w którym informuje o geografii i etnografii Europy Wschodniej. Misjonarz podał też pierwsze w Europie informacje o Mongołach, którzy w tym czasie najechali Ruś.

## Przekład na język polski
- Julian brat OP, List o życiu Tatarów i Ryszard brat OP, Relacja [w:] Dwa teksty do historii Węgier i Tatarów w XIII w., przełożyła G. Wodzinowska-Taklińska, opracował L. Krzywiak, „Studia Historyczne” 31 (1988), z. 2, s. 281-306 (tekst: Ryszard, s. 289-296, Julian, s. 296-306).
- Ryszard brat OP, Relacja [w:] Misyjna wyprawa do nieznanych pobratyńców, przełożył i opracował Jacek Salij OP, „W drodze” 8 (1980), z. 6 (82), s. 76-83 (tekst s. 78-82), (wyd. 2 [w:] Legendy dominikańskie, Poznań 1982, s. 93-100).